# Geb
Geb (tudi Seb in Keb) je v staroegipčanski mitologiji bog zemlje in eden izmed Deveterice (Eneade) iz Heliopolisa.

## Razlaga mita
Geb v prevodu pomeni zemlja in mit pravi, da kadar se bog zemlje zasmeje povzroči potres. Egipčani so verovali, da mitološko podzemlje - Duat - dejansko je pod zemljo. Geb je bil zato včasih prikazan kot bog, ki zadržuje tiste mrtve, ki so nevredni potovanja na nebeška polja - Aru - pred obličje Ozirisa.
V Eneadi je Geb brat in hkrati tudi mož boginje neba Nut ter sin prvinskih elementov vlage in suše - Tefnut in Šuja. Mit pravi, da sta bila skupaj z Nut združena v večno spolno občevanje, ki ga je prekinila njuna mati boginja vlage Tefnut. Iz te zveze so se rodili zadnji štirje bogovi Eneade - Oziris, Set, Izida in Neftis.

## Videz
Geb je bil upodobljen v človeški obliki s sestavljeno krono na glavi.